# 다누마정
다누마정(田沼町)은 도치기현 남서부에 위치하고 있던 정이다. 사노시로의 통근율은 23.9%(2000년 인구조사)였다. 2005년 2월 28일에 다누마정 및 사노시·아소군 구즈정 등 3개 시·정이 합병하여 사노시가 신설되고 폐지되었다.

## 지리
홋카이도(본섬) 최북단과 규슈(동) 최남단으로부터 동거리의 태평양측의 지점(이바라키현 가미스정)과 일본해측의 지점(니가타현 조에쓰시)을 산출해, 그 2점의 중심점(북위 36도 30분, 동경 139도 30분)으로부터 「일본 열도 중심의 땅」으로서 마을을 운영하고 있었다.

## 역사
- 1889년 4월 1일 - 다누마정, 미요시촌, 노가미촌, 히코마촌, 신고촌 등 1정 4촌이 성립하였다.
- 1954년 3월 31일 - 다누마정, 미요시촌, 노가미촌 등 3개 정·촌이 합병하여 다누마정이 새롭게 설치되었다.
- 1956년 9월 30일 - 다누마정에 히코마촌, 신고촌 등 2개 촌이 편입되었다.
- 2005년 2월 28일 - 다누마정 및 사노시, 구즈정 등 3개 시·정이 합병하여 사노시가 새롭게 설치되었다.

## 인구
- 1920년: 12,595명
- 1930년: 12,839명
- 1940년: 13,175명
- 1950년: 16,992명
- 1960년: 30,243명
- 1970년: 28,615명
- 1980년: 29,854명
- 1990년: 30,423명
- 2000년: 29,582명

## 교통

### 철도
- 도부 철도
  - 사노선

### 도로
- 국도 제293호선